# Писаренки (Полтавский район)
Писаренки (укр. Писаренки) — село,
Калашниковский сельский совет,
Полтавский район,
Полтавская область,
Украина.
Код КОАТУУ — 5324081306. Население по переписи 2001 года составляло 72 человека.

## Географическое положение
Село Писаренки находится в 2,5 км от левого берега реки Полузерье,
выше по течению на расстоянии в 1 км расположено село Клименки,
ниже по течению на расстоянии в 1,5 км расположено село Твердохлебы.
По селу протекает пересыхающий ручей с запрудой.

## Происхождение названия
На территории Украины 2 населённых пункта с названием Писаренки.